# مايت أند ماجيك 8: داي أوف ذا دستروير
مايت أند ماجيك 8: داي أوف ذا دستروير (بالإنجليزية: Might and Magic VIII: Day of the Destroyer)‏ هي لعبة فيديو تقمص الأدوار تم تطويرها بواسطة شركة مايكروسوفت ويندوز بواسطة شركة نيو ورلد كومبيوتنغ وقد تم إنتاجها في سنة 2000 وهذه ثامن لعبة في سلسلة ألعاب مايت آند ماجك.